# ورسای ۶۲۶۸
سیارک ۶۲۶۸ (به انگلیسی: 6268 Versailles، نامگذاری:1990SS5) شش هزار و دویست و شصت و هشتمین سیارک کشف شده‌است که در ۲۲ سپتامبر ۱۹۹۰ کشف شد.
قدر مطلق سیارک برابر ۱۴٫۷۰ است.